# Elijah Hunt Mills
Elijah Hunt Hills (Chesterfield, 1º dicembre 1776 – Northampton, 5 maggio 1852) è stato un politico statunitense.

## Biografia
Figlio del Reverendo Benjamin Mills e di sua moglie Mary Hunt, era il più giovane di cinque figli. Divenuto orfano all'età di dieci anni venne affidato allo zio materno Elijah Hunt. Dopo aver avuto la sua istruzione primaria da un tutore privato, entrò al Williams College dove si diplomò nel 1797. Dopo aver studiato legge, divenne avvocato nel 1803 e tra il 1804 e il 1814 fu impiegato pubblico presso il locale municipio di Northampton.
Fece il suo ingresso in politica nel 1811 in conseguenza degli effetti negativi sulla popolazione del Massachusetts occidentale dell'Embargo del 1807. In qualità di membro della Camera dei rappresentanti del Massachusetts firmò un documento dal titolo Address of the House of Representatives to the People of Massachusetts del 26 giugno 1812 che si opponeva alla dichiarazione di guerra contro il Regno Unito. Mills invitò i propri colleghi a formare un partito contrario alla guerra del 1812, soprattutto nell'interesse delle classi commerciali e dei piccoli imprenditori che temeva sarebbero state travolte dal conflitto. Espresse queste preoccupazioni nel suo celebre discorso del 4 luglio 1813 An Oration Pronounced at Northampton on the Thirty Seventh Anniversary of American Independence. Questo discorso contribuì al drammatico clima politico che portò alla Convenzione di Hartford, nella quale in una serie di incontri tra fine dicembre 1814 e inizio 1815 i leader del Partito Federalista discussero animatamente sui danni che la guerra imminente avrebbe portato e sul preoccupante aumento del potere centrale da parte del governo federale, oltre che sulla possibilità di secessione dalla stessa unione.
Successivamente Mills fu eletto alla Camera dei Rappresentanti in qualità di rappresentante per il Massachusetts tra il 1815 e il 1819. Alla fine di questo mandato tornò ad occuparsi della politica statale entrando nuovamente nella Camera dei rappresentanti del Massachusetts, della quale venne eletto portavoce il 31 maggio 1820. Tuttavia questa carica fu ricoperta per solo due settimane, quando Mills venne chiamato a sostituire presso il Senato degli Stati Uniti il senatore Prentiss Wellen, il quale rassegnò le dimissioni dal suo mandato in segno di protesta per la creazione dello Stato del Maine. Nel 1827, colpito da una grave malattia, Mills rassegnò a sua volta le dimissioni, lasciando il proprio seggio a Daniel Webster. 

Nel 1823, in collaborazione con il giudice Samuel Howe, fondò una delle prime scuole di legge degli Stati Uniti, la Northampton Law School, presso la quale studiò, senza conseguire alcun titolo, il futuro Presidente Franklin Pierce.
Fu tra i fondatori, nel 1812, della American Antiquarian Society.